# Al-Harbijja
Al-Harbijja – wieś w Syrii, w muhafazie Hims, w dystrykcie Hims. W 2004 roku liczyła 82 mieszkańców.